# فرودگاه پیسون
 فرودگاه پیسون (به انگلیسی: Payson Airport) یک فرودگاه همگانی بهره‌برداری هوایی با کد یاتا PJB است که یک باند فرود آسفالت دارد و طول باند آن ۱۶۷۶ متر است. این فرودگاه در شهر پیزان، آریزونا کشور ایالات متحده آمریکا قرار دارد و در ارتفاع ۱۵۷۲ متری از سطح دریا واقع شده است.